# Nguyễn Minh Thuyết
 Nguyễn Minh Thuyết  (sinh 1948) quê quán xã Phú Thị, huyện Gia Lâm, thành phố Hà Nội là Tiến sĩ, Giáo sư, Giảng viên cao cấp thuộc Khoa ngôn ngữ học của Trường Đại học Khoa học Xã hội và Nhân văn, Đại học Quốc gia Hà Nội từ 1990 đến 2003. 
Ông là đại biểu Quốc hội Việt Nam các khóa XI, XII của Đoàn Đại biểu Quốc hội tỉnh Lạng Sơn và từng đóng vai trò là Phó Chủ nhiệm Ủy ban Văn hóa, Giáo dục, Thanh niên, Thiếu niên và Nhi đồng của Quốc hội. Trước khi ứng cử ông là Ủy viên chuyên trách Ủy ban Khoa học, Công nghệ và Môi trường của Quốc hội. Gia nhập Đảng Cộng sản Việt Nam từ năm 1991 và nhận nhiều Huân chương vì sự nghiệp Khoa học, Huy chương kháng chiến hạng 2.

## Vai trò đại biểu quốc hội
Ông nổi tiếng là người trực ngôn với các chất vấn gai góc trên diễn đàn quốc hội. Ngoài ra ông cũng được biết đến với vai trò giải quyết các đơn thư khiếu nại của người dân, đặc biệt về vấn đề đất đai. Ông cho rằng hiện nay vấn đề giải quyết đơn thư khiếu nại người dân của cấp thẩm quyền còn nặng nề về hình thức, thậm chí im lặng.
Ông đánh giá việc làm đại biểu quốc hội là một công việc dễ va chạm. Về việc này ông cũng từng bị một lãnh đạo Bộ Văn hóa - Thông tin phản ứng khi chất vấn về vấn đề quản lý sách tham khảo
Ông là một trong số các đại biểu đã lên tiếng phản đối các dự án thu hút nhiều quan tâm của dư luận trong và ngoài nước gần đây như Dự án khai thác bô xít ở Tây Nguyên, các Dự án cho nước ngoài thuê rừng và nổi bật năm 2010 là Dự án Đường sắt cao tốc Bắc Nam .

### Điều tra vụ Vinashin
Ngày 11/11/2010 Ủy ban Thường vụ Quốc hội đã ra công văn bác bỏ đề xuất thành lập Ủy ban lâm thời điều tra trách nhiệm trong vụ Vinashin do ĐBQH Nguyễn Minh Thuyết trực tiếp đề xuất với lý do hiện đang có sự tham gia của các cơ quan của Đảng và Nhà nước trong việc tiến hành điều tra Vinashin.Trả lời về việc này, ông cho rằng việc trả lời của Ủy ban Thường vụ Quốc hội chỉ sau 9 ngày nhận kiến nghị so với thời hạn 30 ngày là khá nhanh.
Ông cũng đã mạnh mẽ kêu gọi việc tạm đình chỉ chức vụ của các cá nhân liên quan trong việc làm ăn thua lỗ, thất thoát ngân sách nhà nước hàng nghìn tỷ đồng của Vinashin trong một buổi tranh luận được truyền hình trực tiếp.
Một số báo chí nước ngoài như The Associated Press tỏ ra lo ngại ông có thể bị trừng phạt sau việc đề xuất này. Ngày 11 tháng 11 năm 2010, báo Công an Nhân dân và website chính thức của chính phủ Việt Nam đăng một bài viết chỉ trích một số đại biểu Quốc hội "muốn lạm dụng diễn đàn...lợi dụng dân chủ để đưa ra những nhận định hay thông tin còn chưa được kiểm chứng hoặc về những lĩnh vực không phải chuyên môn sâu của mình...gây nên những dư luận không tốt trong xã hội" Mặc dù bài viết không nêu tên đại biểu nào, người ta có thể hiểu đối tượng đó là Nguyễn Minh Thuyết.

## Quan điểm
- Về tự do báo chí ở Việt Nam khi bàn về Dự thảo Luật báo chí năm 2015:

| “ | " Ở hầu hết các nước, báo chí chủ yếu là của tư nhân và trên thực tế, chưa có trường hợp nào báo chí trở thành mối nguy hiểm đối với các chính thể “của dân, do dân, vì dân ." | ” |